# Delfin csillagkép
A Delfin (latin: Delphinus) egy csillagkép.

## Története, mitológia
Ez a parányi csillagkép már a görögök óta delfinhez társul. Delfin mentette ki Areiónt, a dalnokot, mikor hajóján kalózok támadtak rá.
Más változat szerint a hajó legénysége lázadt fel, emiatt ugrott a tengerbe Arión.
Amphitrité egyszer elkeseredésében belevetette magát az Atlanti-óceánba. Ám egy delfin megmentette, és elvitte őt Poszeidónhoz, aki feleségül vette. Hálából Poszeidón a csillagképek közé helyezte el a delfint.

## Látnivalók

### Csillagok

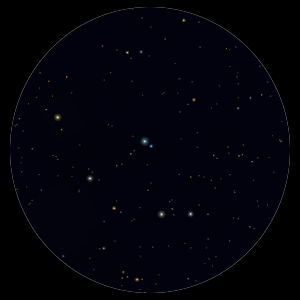
Az Alfa Delphini kettőscsillag

A csillagkép két legfényesebb csillaga az α és a β Delphini.
- α Delphini - Sualocin: kékesfehér, negyedrendű, csillag, a Földtől való távolsága mintegy 240 fényév. 
 (7 csillagból álló társulás, a kapcsolat az A és a G között fizikai, a többi komponens között optikai.)
- β Delphini - Rotanev: sárga színű, egy negyed- és egy ötödrendű komponensből álló kettőscsillag, a távolsága nagyjából 100 fényév. A felbontásához nagy nyílású távcső szükséges. (Öt csillagból álló társulás, csak az A és a B összetevők között fizikai, a többiek között optikai a kapcsolat.)
- γ Del: az egyik legszebb kettőscsillag az égen: egy 4,4 és egy 5,3 magnitúdós csillagból álló kettőscsillag, körülbelül 100 fényévnyi távolságra, kis távcsővel is szétválasztható. Ugyanebben a látómezőben található a Struve 2725 szoros csillagpár, amelynek az összetevői 7-, illetve 8 magnitúdósak.
- δ Del: negyedrendű, fehér színű óriás, a távolsága nagyjából 204 fényév.
- ε Del - Deneb Dulfim (A Delfin farka): negyedrendű, 360 fényév távolságra lévő, kékesfehér színű csillag.
- R Del: Mira-típusú változó, 285,5 napos periódussal 7,6 - 13,8 magnitúdó között változik a fényrendje.

A Sualocin-t és Rotanev-et  visszafelé olvasva a Nicolaus Venator nevet adja, amely Niccolo Cacciatore latinosított neve. Így állítottak emléket az itáliai csillagásznak, aki a famulusa és utóda volt a Ceres kisbolygó felfedezőjének, Giuseppe Piazzinak, aki az itáliai Palermo Obszervatórium kutatója volt.
Az α, β, γ és δ Delphini által formált alakzat neve: Jób koporsója.
A ρ Aquilae 1992-ben áthaladt a Delfin csillagkép határán, és most benne tartózkodik, de a neve ettől nem változik meg.

### Mélyég-objektumok
- NGC 6905 vagy Kék Villám-köd - planetáris köd
- NGC 6934 - gömbhalmaz
- NGC 7006 - gömbhalmaz

## Fordítás
- Ez a szócikk részben vagy egészben  a    Delphinus című angol Wikipédia-szócikk fordításán alapul.  Az eredeti cikk szerkesztőit annak laptörténete sorolja fel. Ez a jelzés csupán a megfogalmazás eredetét és a szerzői jogokat jelzi, nem szolgál a cikkben szereplő információk forrásmegjelöléseként.